# Yasutaka Tsutsui
 (mai 2009).
Si vous disposez d'ouvrages ou d'articles de référence ou si vous connaissez des sites web de qualité traitant du thème abordé ici, merci de compléter l'article en donnant les références utiles à sa vérifiabilité et en les liant à la section « Notes et références ».
Yasutaka Tsutsui (筒井 康隆, Tsutsui Yasutaka), né le 24 septembre 1934 à Ōsaka, est un romancier japonais et occasionnellement un acteur.

## Biographie
De 1953 à 1957, Yasutaka Tsutsui est étudiant à l'université Doshisha à Kyōto, où il est diplômé en esthétique. Il commence sa carrière comme écrivain de science-fiction au milieu des années 1960, en écrivant notamment La Traversée du temps, une nouvelle pour la jeunesse très populaire, qui sera adaptée de nombreuses fois par la suite. Il fait sa percée dans les années 1970, en parvenant à brouiller la frontière entre la littérature de genre et la littérature sérieuse. Il reçoit dès lors plusieurs prix de science-fiction et de littérature.
Il est fortement influencé par Darwin et les Marx Brothers.  La poésie post-situationniste de son « Hyper-fictionalité » persiste à révéler la conspiration entre réalité et fiction dans l'âge hyper-capitaliste, hantée par une variété de « spectacles » de « pseudo-évènements ».[pas clair]
Ses premières œuvres au milieu des années 60, notamment Tokaido Senso (1964), Vietnam Kanko Kosha (1967) et Dasso to Tsuiseki no Samba (1972), prophétisent l'accélération de l'hypermédia qui transformerait fiction en réalité, un champ de bataille en un parc d'attraction, son identité en un programme informatique.[pas clair]
Il remporte plusieurs prix littéraires : le prix Kyōka Izumi en 1981 pour Kyojin-Tachi, le prix Jun'ichiro Tanizaki en 1987 pour Yumenokizaka-Bunkiten, le prix Kawabata en  1989 pour Yoppa-dani eno Kōka, le Grand prix Nihon SF en 1992 pour Asa no Gasuparu. Quelques-unes de ses œuvres sont disponibles en français.
Son diptyque formé par Asa no Gaspard (1992) et Paprika (1993, adapté en film d'animation en 2006 par Satoshi Kon)  propose une vision renouvelée de notre propre réalité comme une version de l'hyper-fictionalité, notre vie quotidienne comme l'effet de l'inconscience politique, et les transgresseurs de limites comme les plus grands survivants de la sélection naturelle.[pas clair]
Les champions d'un consensus politiquement correct devinrent si nerveux sur la littérature expérimentale de Tsutsui[pas clair], que l'écrivain prit la décision d'abandonner l'écriture durant l'été 1993. Cependant, il est devenu très actif sur le média informatique, aidant à établir le premier serveur littéraire japonais durant l'été 1996 JALInet, qui permet alors de lire une de ses nouvelles histoires basée sur les Shichifukujin, les sept divinités de la chance et de la fortune.  Ainsi, l'auteur de métafiction s'est métamorphosé en un auteur de cyber-fiction.[pas clair]
Alors que Tsutsui, jusque dans les années 1980, est considéré comme un des métafictionistes les plus extrêmes à l'instar de John Barth, John Fowles et Italo Calvino, il peut, dans les années 1990, être comparé avec le père de l'hyper-fiction américaine Robert Coover, qui dans la perspective de la cyber-culture, a promu la réorganisation hypertextuelle de l'imaginaire métafictif[pas clair]. Il a entre autres influencé Rumiko Takahashi et Junji Itō.
Tsutsui est par ailleurs membre de l'association des écrivains de science-fiction japonais et du Japan PEN Club.

## Liste des œuvres traduites en français
- 1967 : La Traversée du temps (時をかける少女), nouvelle traduite par Jean-Christian Bouvier, L’École des loisirs, 1990 (réédition 2007).
- 1977 : Les Hommes salmonelle sur la planète Porno (ポルノ惑星のサルモネラ人間), roman traduit par Miyako Slocombe, Wombat, 2017.
- 1987 : Le Censeur des rêves (夢の木坂分岐点), onze nouvelles traduites par Jean-Christian Bouvier, Jean-François Laffont et Tadahiro Oku, Stock, 1998.
- 1990 : Les Cours particuliers du professeur Tadano (ja) (文学部唯野教授), roman traduit par Jeanne Cotinet et Tadahiro Oku, Stock, 1996.
- 1993 : Paprika, roman traduit par Nesrine Mazouane, Ynnis, 2021.
- 2003 : Hell (ヘル), roman traduit par Jean-Christian Bouvier, Wombat, 2013.

## Adaptations au cinéma
- The Girl Who Leapt Through Time (1983, film avec Tomoyo Harada dans le rôle principal)
- Toki o kakeru shōjo (1985, film TV avec Yoko Minamino dans le rôle principal)
- Toki o kakeru shōjo (1997, film avec Nana Nakamoto dans le rôle principal)
- Morning Musume: Shinshun! Love Stories (en) : Toki o kakeru shōjo (2002, téléfilm avec Natsumi Abe, Kaori Iida, Ai Kago)
- La Traversée du temps (2006, film anime de Mamoru Hosoda, doublé par Riisa Naka)
- Paprika (2006), film d'animation réalisé par Satoshi Kon d'après le roman du même nom.
- Toki o kakeru shōjo (2010, film avec Riisa Naka dans le rôle principal).
- Le Censeur de rêves (2021), court-métrage écrit et réalisé par Léo Berne et Raphaël Rodriguez.